# Festival international du film de Boston
Ne doit pas être confondu avec Festival du film de Boston.
Le Festival international du film de Boston (Boston International Film Festival) est un festival du cinéma indépendant qui a lieu à Boston, Massachusetts, aux États-Unis, et qui présente plus de 90 films par an.
Le festival a été fondé en 2003 par le producteur Patrick Jerome et se tient généralement en avril.